# Los Olivos, Jilotlán de los Dolores
Los Olivos är en ort i Mexiko.   Den ligger i kommunen Jilotlán de los Dolores och delstaten Jalisco, i den södra delen av landet, 400 km väster om huvudstaden Mexico City. Los Olivos ligger 420 meter över havet och antalet invånare är 1 054.
Terrängen runt Los Olivos är kuperad åt nordväst, men åt sydost är den platt. Runt Los Olivos är det ganska glesbefolkat, med 32 invånare per kvadratkilometer. Närmaste större samhälle är Tepalcatepec, 2,7 km sydost om Los Olivos. Omgivningarna runt Los Olivos är en mosaik av jordbruksmark och naturlig växtlighet.